# Municipio de East Bay
El municipio de East Bay (en inglés: East Bay Township) es un municipio ubicado en el condado de Grand Traverse en el estado estadounidense de Míchigan. En el año 2010 tenía una población de 10663 habitantes y una densidad poblacional de 97,11 personas por km².

## Geografía
El municipio de East Bay se encuentra ubicado en las coordenadas 44°41′14″N 85°30′35″O / 44.68722, -85.50972. Según la Oficina del Censo de los Estados Unidos, el municipio tiene una superficie total de 109.8 km², de la cual 103.41 km² corresponden a tierra firme y (5.82%) 6.39 km² es agua.

## Demografía
Según el censo de 2010, había 10663 personas residiendo en el municipio de East Bay. La densidad de población era de 97,11 hab./km². De los 10663 habitantes, el municipio de East Bay estaba compuesto por el 96.12% blancos, el 0.31% eran afroamericanos, el 0.98% eran amerindios, el 0.67% eran asiáticos, el 0.04% eran isleños del Pacífico, el 0.4% eran de otras razas y el 1.49% pertenecían a dos o más razas. Del total de la población el 1.64% eran hispanos o latinos de cualquier raza.